# Diamesa
Diamesa är ett släkte av tvåvingar som beskrevs av Johann Wilhelm Meigen 1835. Diamesa ingår i familjen fjädermyggor.

## Dottertaxa tillDiamesa, i alfabetisk ordning[1][2]
- Diamesa aberrata
- Diamesa aculeata
- Diamesa admontensis
- Diamesa adumbrata
- Diamesa alata
- Diamesa albicornis
- Diamesa alboannulata
- Diamesa alpina
- Diamesa amanoi
- Diamesa amplexivirilia
- Diamesa ancysta
- Diamesa angustimentum
- Diamesa arctica
- Diamesa astyla
- Diamesa austriaca
- Diamesa baicalensis
- Diamesa barraudi
- Diamesa bertrami
- Diamesa bicornipes
- Diamesa bohemani
- Diamesa borealis
- Diamesa carpatica
- Diamesa caucasica
- Diamesa cheimatophila
- Diamesa chiobates
- Diamesa chorea
- Diamesa cinerella
- Diamesa clavata
- Diamesa colenae
- Diamesa confluens
- Diamesa cornipes
- Diamesa coronata
- Diamesa corrupta
- Diamesa cranstoni
- Diamesa dactyloidea
- Diamesa dampfi
- Diamesa dashauhari
- Diamesa davisi
- Diamesa edentistyla
- Diamesa filicauda
- Diamesa freemani
- Diamesa garretti
- Diamesa gemella
- Diamesa geminata
- Diamesa goetghebueri
- Diamesa gregsoni
- Diamesa hamaticornis
- Diamesa haydaki
- Diamesa heterodentata
- Diamesa heteropus
- Diamesa hyperborea
- Diamesa impunctata
- Diamesa inaequabilis
- Diamesa incallida
- Diamesa incisiolabiata
- Diamesa insidiosa
- Diamesa insignipes
- Diamesa japonica
- Diamesa kasaulica
- Diamesa kasymovi
- Diamesa kaszabi
- Diamesa kenyae
- Diamesa khumbugelida
- Diamesa koshshimai
- Diamesa laticauda
- Diamesa latitarsis
- Diamesa lavillei
- Diamesa leona
- Diamesa leoniella
- Diamesa lindrothi
- Diamesa loeffleri
- Diamesa loffleri
- Diamesa longicapitis
- Diamesa longipes
- Diamesa lundstroemi
- Diamesa lupus
- Diamesa macronyx
- Diamesa martae
- Diamesa matuimpedita
- Diamesa matunigra
- Diamesa mendotae
- Diamesa mexicana
- Diamesa minima
- Diamesa modesta
- Diamesa mohelnicensis
- Diamesa mongolica
- Diamesa nigatana
- Diamesa nivalis
- Diamesa nivicavernicola
- Diamesa nivoriunda
- Diamesa nowickiana
- Diamesa pankratovae
- Diamesa parancysta
- Diamesa permacra
- Diamesa planistyla
- Diamesa plumicornis
- Diamesa polaris
- Diamesa praecipua
- Diamesa pseudobertrami
- Diamesa pseudostylata
- Diamesa punctata
- Diamesa quadridens
- Diamesa quinquaetosa
- Diamesa reissi
- Diamesa ruwenzoriensis
- Diamesa saetheri
- Diamesa sakartvella
- Diamesa samurkandica
- Diamesa selligera
- Diamesa septima
- Diamesa serratosioi
- Diamesa simplex
- Diamesa simplicipes
- Diamesa solhoyi
- Diamesa sommermani
- Diamesa sonorae
- Diamesa spinacies
- Diamesa spinosa
- Diamesa starmachii
- Diamesa steinboecki
- Diamesa stenonyx
- Diamesa stylato
- Diamesa subletti
- Diamesa szembekii
- Diamesa teletzkensis
- Diamesa tenuescens
- Diamesa tenuipes
- Diamesa thomasi
- Diamesa tokunagai
- Diamesa tonsa
- Diamesa toyamaflexa
- Diamesa transversalis
- Diamesa tskhomelidzei
- Diamesa tsukuba
- Diamesa vaillanti
- Diamesa valentinae
- Diamesa valkanovi
- Diamesa waltlii
- Diamesa veletensis
- Diamesa vernalis
- Diamesa vockerothi
- Diamesa wuelkeri
- Diamesa yalavia
- Diamesa zelentzovi
- Diamesa zernyi
- Diamesa zhiltzovae